# Wilhelm Fellendorf
Wilhelm Fellendorf (* 8. Februar 1903 in Hamburg; † 28. Oktober 1942 oder 1943 ebenda) war ein deutscher kommunistischer Widerstandskämpfer gegen den Nationalsozialismus und Opfer des Faschismus.

## Leben
Fellendorf war der Sohn der Hamburger Plätterin und späteren kommunistischen Widerstandskämpferin Katharina Fellendorf.
Wilhelm erlernte nach dem Besuch der Volksschule den Beruf des Schlossers. Später war er auch als Kraftfahrer tätig. Nach der Machtübertragung an die NSDAP emigrierte er in die Sowjetunion. Dort ließ er sich zum Fallschirmspringer ausbilden und besuchte während des Spanischen Bürgerkrieges zusammen mit Albert Hößler eine geheime Ausbildungsschule des NKWD in Benimanet bei Valencia. In dieser Guerillaschule lernte er, verdeckt zu operieren und im Hinterland des Feindes Spionageerkenntnisse zu sammeln.
Im Auftrag des sowjetischen militärischen Nachrichtendienstes GRU wurde er im Mai 1942 zusammen mit Erna Eifler und Heinrich Koenen über deutschem Reichsgebiet abgesetzt, wo sie Kontakt zu deutschen Informanten aufnehmen sollten. In Berlin fanden sie zeitweise illegalen Unterschlupf in der Wohnung von Else Imme in der Belforter Straße 29, die diese für illegale Treffen der Widerstandsgruppe um Harro Schulze-Boysen zur Verfügung stellte. Erst im Oktober 1942 erreichten die beiden  Hamburg und fanden dort Kontakt zur Familie des Widerstandskämpfers Heinz Priess.
Schließlich wurde er von seiner Mutter Katharina Fellendorf, die in der Widerstandsgruppe „Bästlein-Jacob-Abshagen“ Solidaritäts- und Aufklärungsarbeit gegen die NS-Kriegsführung leistete, in ihre Wohnung aufgenommen. Als das die Gestapo herausfand, wurden beide am 15. Oktober 1942 verhaftet. Danach wurden unter anderem auch Oskar Reincke und Bernhard Bästlein verhaftet. Wilhelm Fellendorf wurde am 28. Oktober 1942, nach anderen Angaben 1943, in der Gestapohaft ermordet.